# Флаг Белоцерковского района
Флаг Белоцерковского района — официальный символ Белоцерковского района.
Флаг района представляет собой прямоугольное полотнище с соотношением сторон 2:3, состоящее из трех одинаковых по ширине горизонтальных полос. Верхняя — синяя, средняя — малиновая (цвет флага Белой Церкви), нижняя — жёлтая (элемент флага — Киевской области). В синей части у древка — жёлтый лук с тремя стрелами (элемент герба Белой Церкви) и колос в виде рога изобилия, который символизирует высокие урожаи зерновых культур.